# Villarluengo

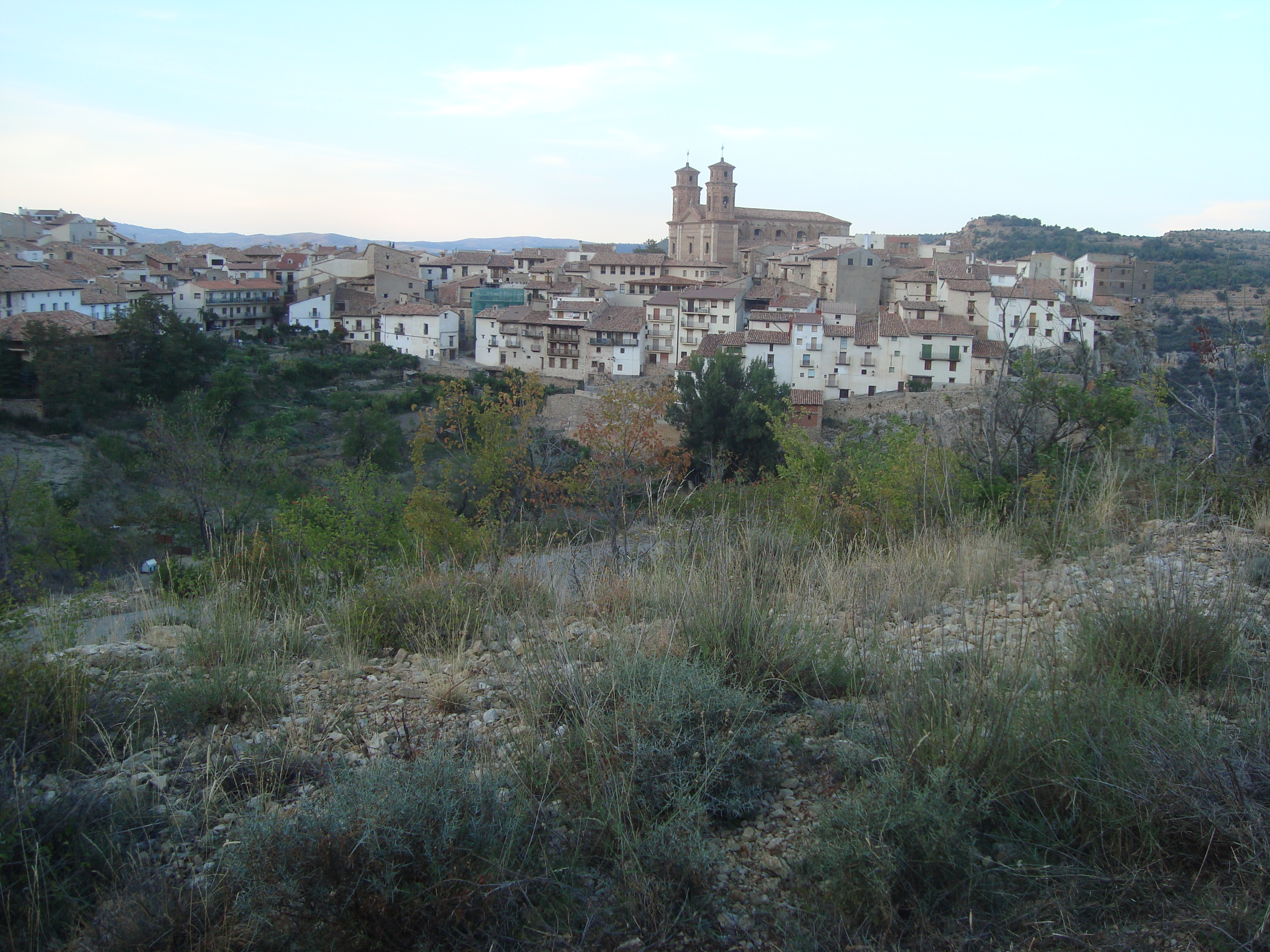
Villarluengo (Teruel)

Villarluengo est une commune d’Espagne, dans la Comarque du Maestrazgo, province de Teruel, communauté autonome d'Aragon.

## L'ordre du Saint Rédempteur et les Templiers
En 1194, Alphonse II d'Aragon accorde au frère Gaston de l'ordre du Saint Rédempteur une première charte de peuplement. Trois ans plus tard, après avoir vu l'ordre du Temple absorber les biens de cet ordre religieux, c'est au tour du frère templier Pons marescalci, maître de la province de Provence et parties des Espagnes d'accorder une seconde charte aux habitants de Villarluengo. Villarluengo comme La Cañada de Benatanduz et La Iglesuela del Cid étaient des seigneuries rattachées à la commanderie de Cantavieja (an),,.

## Liens externes

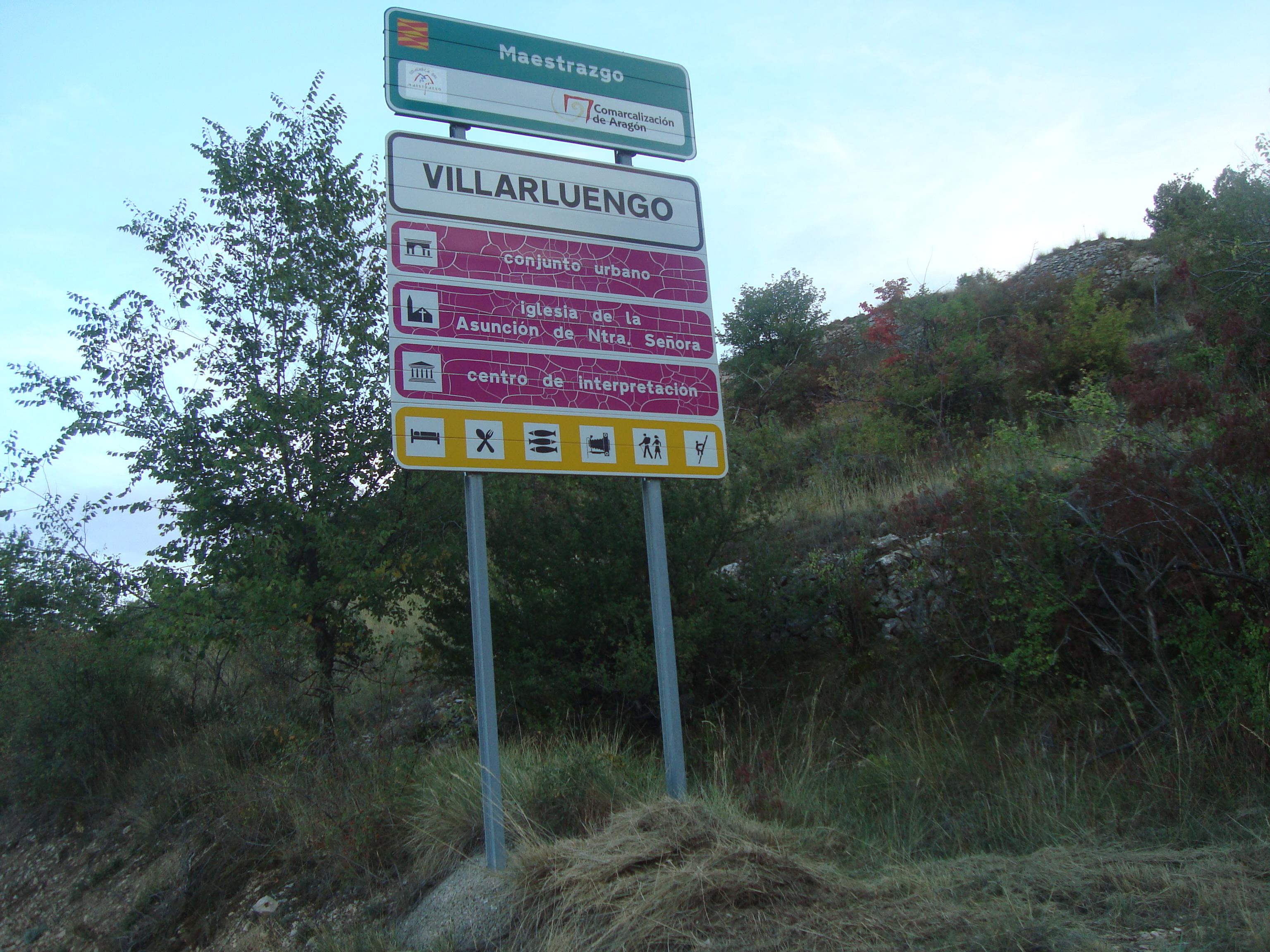
Villarluengo (Teruel)